# Charles King (Leichtathlet)
Charles King (eigentlich Conant Meigs King; * 10. Dezember 1880 in Senatobia, Mississippi; † 19. Februar 1958 in Fort Worth, Texas) war ein US-amerikanischer Leichtathlet.
Bei den Olympischen Spielen 1904 in St. Louis gewann er im Standweitsprung und im Standdreisprung die Silbermedaille, jeweils hinter Ray Ewry.